# Stade Enzo-Bearzot
Le stade Enzo-Bearzot (en italien : stadio Enzo Bearzot), auparavant connu sous le nom de stade Campagnuzza (en italien : stadio Campagnuzza), est un stade omnisports en Italie, situé dans la ville de Gorizia, au Frioul-Vénétie julienne. Il est principalement utilisé pour le football et le rugby à XV[réf. nécessaire].
Le stade, doté de 1 000 places et inauguré en 1972, sert d'enceinte à domicile à l'équipe de football de l'Associazione Sportiva Pro Gorizia.
Le stade tire son nom d'Enzo Bearzot, ancienne gloire du football italien (joueur international et sélectionneur) et originaire de la région.

## Histoire
Le stade ouvre ses portes en janvier 1972 sous le nom de stade Campagnuzza (en italien : stadio Campagnuzza), et vient remplacer l'ancien antre du club, le stade Baiamonti (fondé sous le nom de stade del Littorio a San Rocco), situé sur le Corso Verdi.
En 2016, le stade change de nom en hommage à Enzo Bearzot, l'enfant du pays décedé six ans auparavant.

## Événements

### Matchs internationaux de football
| Date              | Compétition  | Équipes                                              | Score | Affluence |
| ----------------- | ------------ | ---------------------------------------------------- | ----- | --------- |
| 21 septembre 2021 | Match amical | Italie féminine -19 ans — Autriche féminine - 19 ans | 2-1   | —         |

### Matchs internationaux de rugby à XV
| Date           | Compétition                          | Équipes                             | Score | Affluence |
| -------------- | ------------------------------------ | ----------------------------------- | ----- | --------- |
| 2 février 2018 | Tournoi des Six Nations -20 ans 2018 | Italie -20 ans — Angleterre -20 ans | 17-27 | —         |